# Circuito Yas Marina
El Circuito Yas Marina es un circuito de carreras que se construyó en la Isla Yas, emirato de Abu Dabi, Emiratos Árabes Unidos para celebrar el Gran Premio de Abu Dabi de Fórmula 1 desde el año 2009. La pista también ha albergado carreras del Campeonato Mundial de GT1 y el V8 Supercars, así como las 12 Horas del Golfo.
Yas Marina fue construido por la empresa Aldar, y se emplaza en un proyecto urbanístico que incluye un parque temático, puerto deportivo, zonas residenciales, un parque acuático, zonas de deporte y ocio, un hotel con vistas al circuito (W Abu Dhabi - Yas Island) desde las habitaciones y una torre exclusiva para los jeques al final de la recta principal o largada. Su vigésima y vigésima primera curva atraviesa la isla natural, pasando por el puerto deportivo y un sinuoso camino a través de dunas de arena, con varias rectas largas y curvas cerradas. El circuito tiene previstas tres zonas de tribuna.
El trazado de Gran Premio mide 5.554 metros de longitud, y cuenta con suficientes focos de luz para celebrar carreras de noche con iluminación de estadio, algo poco habitual en circuitos tan largos. Existe un trazado reducido a 4.700 metros; asimismo, el circuito cuenta con dos circuitos independientes con sendas calles de boxes.
El circuito se caracteriza por contar con novedades tecnológicas que podrán servir de referencia para otros trazados. Una de sus mayores novedades es que el pit-lane, en la parte de la salida de boxes a pista, cruza la pista por debajo, para conseguir más seguridad en la incorporación de los monoplazas a la misma y para aprovechar el espacio. También se quiere aprovechar espacio colocando las gradas sobre las escapatorias del circuito, acercando de este modo la vista del circuito a los aficionados y ahorrando espacio. Con este sistema, si algún vehículo se sale de pista, se introducirá debajo de las posiciones del público. Sobre los boxes hay una tribuna, algo poco frecuente en los circuitos de Fórmula 1.
La pista en general es bastante rápida, con varios puntos de frenada fuerte y largas rectas (algunas curvadas). Cuenta con un puerto para amarre de yates y cruceros imitando el circuito de Mónaco; su curva más cerrada se encuentra junto al parque temático de Ferrari, gira en sentido contrario a las agujas del reloj, cosa común en los circuitos nuevos, y su tercer sector, el más lento, rodea la zona marina.
El 24 de junio de 2021, se anunciaron cambios en el trazado, eliminando la horquilla de la curva 7 transformándose en una frenada única y más fuerte, las curvas 11,12,13 y 14 se cambiaron por una única curva en forma de semicírculo, también se perfilaron las curvas de la 16 a la 21, reduciendo el número de curvas de 21 a 16, se estima que el tiempo de vuelta será de entre 10 y 15 segundos más rápido

## Ganadores

### Campeonato de Fórmula 2 de la FIA
| Año  | Piloto              | Escudería               | Fecha           | Resultados |
| ---- | ------------------- | ----------------------- | --------------- | ---------- |
| 2017 | Artem Markelov      | RUSSIAN TIME            | 25 de noviembre | Resultados |
| 2017 | Charles Leclerc     | PREMA Racing            | 26 de noviembre | Resultados |
| 2018 | George Russell      | ART Grand Prix          | 24 de noviembre | Resultados |
| 2018 | Antonio Fuoco       | Charouz Racing System   | 25 de noviembre | Resultados |
| 2019 | Sérgio Sette Câmara | DAMS                    | 29 de noviembre | Resultados |
| 2019 | Luca Ghiotto        | UNI-Virtuosi Racing     | 1 de diciembre  | Resultados |
| 2021 | Jehan Daruvala      | Carlin                  | 11 de diciembre | Resultados |
| 2021 | Guanyu Zhou         | UNI-Virtuosi Racing     | 11 de diciembre | Resultados |
| 2021 | Oscar Piastri       | PREMA Racing            | 12 de diciembre | Resultados |
| 2022 | Liam Lawson         | Carlin                  | 19 de noviembre | Resultados |
| 2022 | Ayumu Iwasa         | DAMS                    | 20 de noviembre | Resultados |
| 2023 | Frederik Vesti      | PREMA Racing            | 25 de noviembre | Resultados |
| 2023 | Jack Doohan         | Invicta Virtuosi Racing | 26 de noviembre | Resultados |
| 2024 | Pepe Martí          | Campos Racing           | 7 de diciembre  | Resultados |
| 2024 | Joshua Dürksen      | AIX Racing              | 8 de diciembre  | Resultados |